# کیلیانه
کیلیانه (به لهستانی:  Kieljany) یک روستا در لهستان است که در گمینا راجووو واقع شده‌است.